# Мустакат гвенон
Мустакатият гвенон (Cercopithecus cephus) е вид бозайник от семейство Коткоподобни маймуни (Cercopithecidae).

## Разпространение
Видът е разпространен в Ангола, Габон, Демократична република Конго, Екваториална Гвинея, Камерун и Централноафриканска република.